# Юліян (Ґбур)
Юлія́н Ґбу́р (4 грудня 1942, Брижава — 24 березня 2011, Стрий) — український релігійний діяч в Польщі і в Україні, єпископ Стрийської єпархії УГКЦ (2000–2011), член чернечого Згромадження Слова Божого.

## Життєпис
Юліян Ґбур народився 4 грудня (за іншими даними — 14 листопада) 1942 року у селі Брижава, біля Перемишля (Польща). У 1947 році разом з батьками під час операції «Вісла» був переселений на Північ Польщі. Середню освіту здобув у Місійній семінарії в Нисі. Філософію і богословія студіював у Вищій духовній семінарії монашого чину. Рукоположений на священика 21 червня 1970 року архиєпископом Адамом Кардиналом Козловецьким, місіонером у Замбії.
Протягом 1964–1965 років — військова служба. Після закінчення богослов'я працював парохом греко-католицької парафії у Кракові (1970–1973). Із 10 липня 1973 року — парох українських парохій у Гурово-Ілавецькому та Острому Барді (Польща). Парохією в Острому Барді опікувався до 1983 року. Через рік додатково перейшов на парафію в П'єнєнжно, працюючи парохом до 1993 року. У 1982–1991 роках виконував обов'язки декана Ольштинського деканату.
Декретом Примаса Польщі кардинала Стефана Вишинського від 11 червня 1983 року призначений візитатором для греко-католиків у Польщі та консультантом Примаса у справах управління Українською Греко-Католицькою Церквою.

Єпископський герб Юліяна Ґбура з девізом «Спаси, Господи, люди Твоя!»

26 квітня 1991 року призначений протосинкелом Перемишльської єпархії.
7 липня 1994 року в Архікатедральному Соборі св. Юра у Львові відбулася хіротонія Владики Юліяна. Хіротонію провів Блаженніший Мирослав Іван Кардинал Любачівський.
У липні 1994 року призначення протосинкелом Львівської Архиєпархії.
У 1995 році Синод УГКЦ обрав Секретарем Патріаршого Собору УГКЦ. Доручено підготувати і провести Першу сесію Патріаршого Собору УГКЦ.
У жовтні 1996 року обрано Секретарем Синоду Єпископів УГКЦ.
Від 18 листопада 2000 року — єпархіальний єпископ Стрийської єпархії.
Під час Синоду у 2001 році склав обов'язки Секретаря Синоду Єпископів УГКЦ.
20 січня 2010 року Папа Римський Бенедикт XVI у зв'язку зі станом здоров'я владики Юліяна Ґбура призначив апостольським адміністратором Стрийської єпархії єпископа Тараса Сеньківа.
Єпископ Юліян Ґбур помер 24 березня 2011 року, о 5:15, на 69 році життя, після тривалої важкої хвороби. Похорон відбувся 26 березня у Стрию. Тіло покійного владики Юліяна було тимчасово поховане на міському кладовищі Стрия. Після завершення будівництва нового катедрального храму Стрийської єпархії його тіло перепоховають на території головного собору єпархії.